# Cratere Mirabeau
Mirabeau  è un cratere sulla superficie di Venere.